# Тарский, Юрий Семёнович
Юрий Семёнович Тарский (14 декабря 1920, Улла, Витебская губерния - 20.02.2005) — русский писатель, публицист, капитан II ранга.
В 1938 добровольцем поступил в ВМФ, в 1941 окончил военный факультет Дальневосточного университета (1941), назначен офицером оперслужбы Разведуправления главного штаба ВМФ. Участник Великой Отечественной войны. С 1942 служил на Балтийском флоте, с 1945 — заместитель командира 73-го отдельного разведывательно-диверсионного отряда ОСНАЗ Амурской флотилии. Награждён орденом Красного Знамени, дважды орденом Красной Звезды, медалями.
После войны окончил Каспийское высшее военно-морское училище им. С. М. Кирова (1950), редакционный факультет МПИ (заочно, 1963). Член Союза писателей СССР (1982).

## Произведения
- Испытание прочности. М., 1960 (Библиотечка журнала Советский моряк; № 5)
- Рассказ о подводной лодке. М., 1961
- Подводная вахта. М., 1962
- Сильнее смерти: Рассказы. М., 1963
- Топите их всех. М., 1963
- Испытание огнём. М., 1964 (Фантастика. Приключения. Путешествия)
- Подводная лодка уходит в поиск: Повесть. М., 1966
- Всплыть в назначенном квадрате. М., 1981
- Военно-морской флот. М., 1982

Переводы
- Локвуд Ч., Адамсон Г. Морские дьяволы = Lockwood Charles A., Adamson Hans Christian. Hellcats of the Sea. N.Y., 1955 / Пер. с англ. Е. С. Триумфова, Ю. С. Тарского, Э. Н. Питерской, А. Н. Сальникова, Ю. А. Гудкова; Под общ. ред. и с предисл. контр-адмирала А. И. Родионова. — М.: Воениздат, 1958. — 320 с. (в пер.)